# Strg + X
Strg + X (Eigenschreibweise STRG+X) ist ein Jazzalbum des Simon Lucaciu Trio. Die 2021 entstandenen Aufnahmen erschienen am 27. Januar 2023 auf ezz-thetics.

## Hintergrund
Im Vogtland haben sich die drei Musiker dieses Trios kennengelernt, alle sind Jahrgang 1998/99. Pianist Simon Lucaciu und Bassist Florian Müller sind auf dasselbe Gymnasium gegangen, Schlagzeuger Lukas Heckers kommt aus dem nahen Oelsnitz. Mit vierzehn Jahren gründeten Florian und Simon eine erste gemeinsame Band, 2016 wurde daraus das Simon Lucaciu Trio, dessen Mitglieder seit 2017 zum Studium an die Hochschule für Musik und Theater „Felix Mendelssohn Bartholdy“ nach Leipzig gekommen waren.
Der Titel ihres Albums STRG + X adaptiert die Tastenkombination für den Befehl Ausschneiden in der Computersprache, mit der etwas in einen Zwischenspeicher getan wird, um es von da wieder abrufen und in anderen Umgebungen einsetzen zu können. Das Album wurde vom 5. bis 7. April 2021 im Tonstudio Bauer in Ludwigsburg durch Johannes Kelling aufgenommen.

## Titelliste
- Simon Lucaciu Trio: STRG+X (ezz-thetics)[3]

1. Umriss 4:35
2. Riot 2:14
3. Negotiation One 2:03
4. Abzug 2:09
5. Negotiation Two 4:12
6. Bird of Prophets (Simon Lucaciu) 6:56
7. Uninformed (Florian Müller) 4:38
8. Anomalie (Simon Lucaciu) 2:43
9. Agression (Simon Lucaciu) 1:42
10. Mor+phing (Lukas Heckers) 3:30
11. X elf (Simon Lucaciu) 5:53

Die Kompositionen stammen von Simon Lucaciu, Florian Müller und Lukas Heckers, soweit nicht anders angegeben.

## Rezeption
Das Trio durchkreuze kontinuierlich unorthodoxe Musiklandschaften; Tracks wie „nEgotiation Two“ und „Uninformed“ würden ihre Vielseitigkeit unterstreichen, indem sie mühelos Elemente des Modern Jazz mit einfallsreichen Melodien, exzentrischen rhythmischen Grundlagen und hypnotischen Übungen zur Themenbildung in verschiedenen Tempi verbänden, schrieb Glenn Astarita in All About Jazz. Diese Verschmelzung von Einflüssen schaffe einen Klangteppich, der sowohl vertraut als auch erfrischend neuartig wirke. Die komplizierten Melodien und Harmonien würden nahtlos ineinander übergehen und den Hörer einladen, tiefer in jede musikalische Ebene einzutauchen. Die Improvisationsfähigkeiten der Gruppe würden hell ausstrahlen und Momente spontaner Neuorganisation bieten, die den Hörer das ganze Album über fesseln.
Wenn man den Blick auf die Parameter richte, die hier musikalisch verhandelt werden, dann gehe es in den aktuellen Klaviertrios – etwa denen von Pablo Held, Michael Wollny, Grünen oder Punkt.Vrt.Plastik – zurzeit vordringlich um eine Neudefinition des Verhältnisses von Improvisation und Komposition sowie um eine Material-Anreicherung aus dem weiten Segment der Neuen Musik. In diesen Charaktermerkmalen unterscheide sich das Simon Lucaciu Trio, urteilte Hans-Jürgen Linke in der Frankfurter Rundschau. Dessen Mitglieder würden scheinbar mit einem hohen Maß an Freiheit agieren: Niemand nehme eine überlieferte Rolle ein, der Gruppenklang sei egalitär, enorm transparent und mit äußerster Sorgfalt gestaltet. Das Ergebnis sei ein großer Reichtum an Überraschungen; diese kämen alle „wie mit einem vorgängigen Reinheitsgebot“ daher: gut gefiltert, nie vorlaut, mit frappierender Offenheit und dreifach bestechender Spielkultur. „Der Magnetismus, der von dieser Musik für ihre Hörerinnen und Hörer ausgeht, ist enorm.“
Sinon Lucaciu und sein Trio hätten für dieses Album neue Zugänge und Ansätze für ihre Trioarbeit gesucht, schrieb Ulrich Steinmetzger von MDR Kultur. In freieren Formen der Avantgarde fänden sie unerschöpfliche Inspirationen, entdecken andere Möglichkeiten, Dinge miteinander in Verbindung zu bringen. So würden sie schlüssige Wege entdecken, überkommene Improvisationsmuster des Jazz in Richtung auf etwas Neues zu verlassen. Es gehe ihnen um eine neue Qualität von Offenheit, die elementar werde und nicht mehr an Schemen wie Thema-Improvisation-Thema ausgerichtet sei.